# Samtredia (stad)
Samtredia (Georgisch: სამტრედია) is een stad in het westen van Georgië met 21.063 inwoners (2024), gelegen in de regio (mchare) Imereti. De tiende grote stad van Georgië is het bestuurlijk centrum van de gelijknamige gemeente en is gesitueerd op 25 meter boven zeeniveau in het Colchis-laagland, bij de samenvloeiing van de rivieren Rioni en Tschenistskali. Samtredia ligt op ruim 250 kilometer ten westen van hoofdstad Tbilisi, 30 kilometer ten zuidwesten van regiohoofdstad Koetaisi en 100 kilometer ten noordoosten van Batoemi. Het is een belangrijk knooppunt van autowegen en spoorwegen.

## Geschiedenis

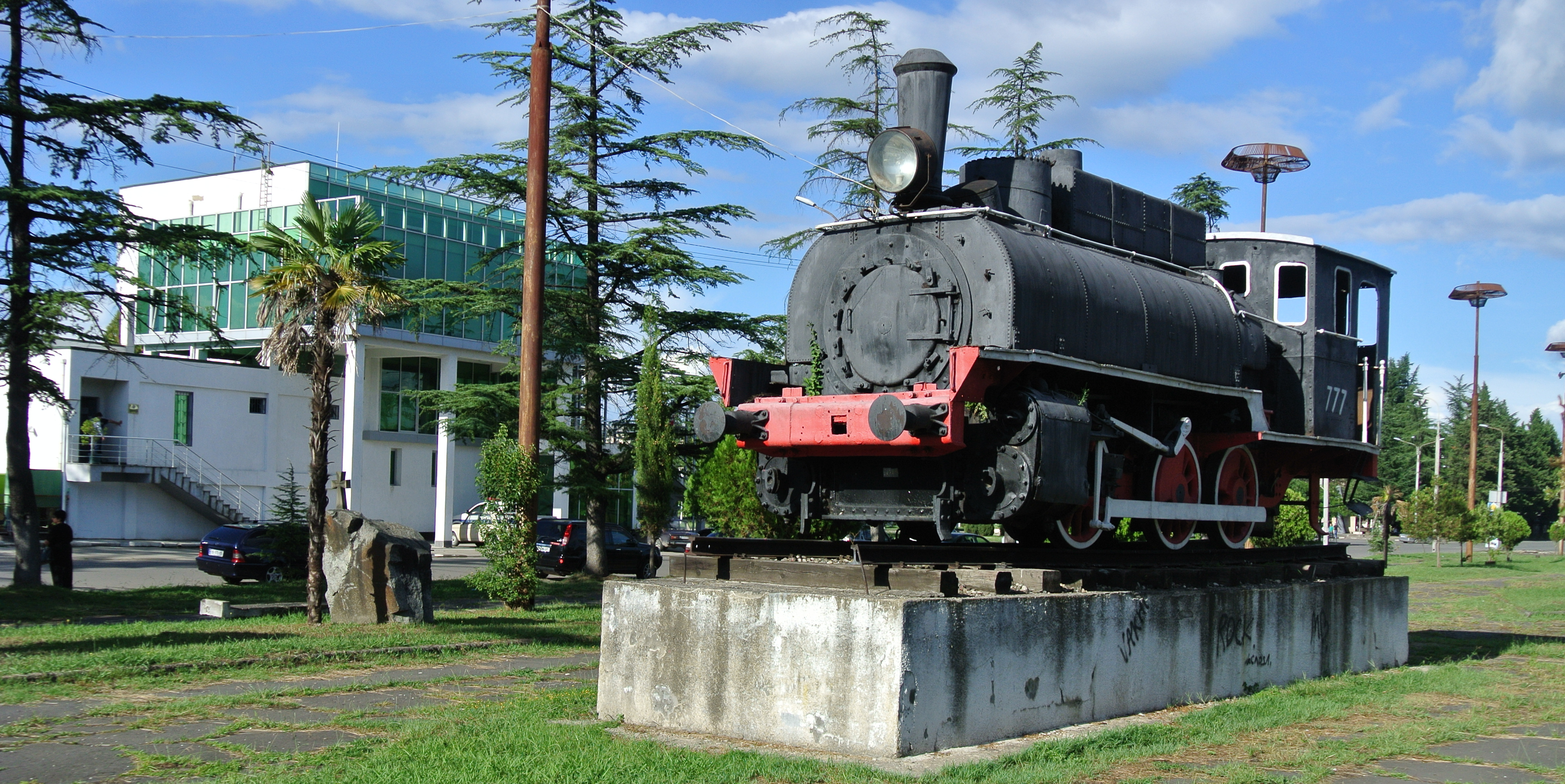
De spoorweghistorie staat centraal

Samtredia werd beschreven in documenten uit de tweede helft van de 18e eeuw als een kleine nederzetting aan de Rioni waar de wegen uit Goeria, Samegrelo en Koetaisi samenkomen. Deze oorspronkelijke nederzetting is tegenwoordig Oud Samtredia en ligt aan de oostkant van de huidige stad. Het werd halverwege de 19e eeuw het centrum van het gemeentelijk district (oetsjastok) Samtredia, een van de vijf districten in de provincie (oejezd) Koetais in het Gouvernement Koetais.

### Spoorweg
De aanleg van de eerste Transkaukasische spoorweg tussen Tbilisi en de Zwarte Zeehaven Poti langs Samtredia betekende vanaf 1870 een impuls voor de ontwikkeling van de nederzetting. In 1872 opende deze spoorweg en Samtredia kreeg een halte. In 1883 opende de belangrijke aftakking vanaf Samtredia naar de andere Zwarte Zeehaven, Batoemi, waardoor het een belangrijk logistiek punt werd voor het vervoer van allerlei producten in het gouvernement Koetais. Rond deze splitsing en het station groeide het moderne Samtredia. Er kwamen overslag- en opslagplaatsen voor goederen en er kwam een onderhoudsdepot. 
In 1896 was Samtredia uitgegroeid tot een plaats met 1200-1400 huizen, waren er ruim 400 bedrijven en was er in de depots plaats voor ruim 20 stoomlocomotieven. De volgende fase van de ontwikkeling van Samtredia was de industrialisering in de Sovjet Unie. Door deze ontwikkelingen kreeg Samtredia in 1921 stadsrechten. Er kwamen fabrieken in de voedingsindustrie, zoals conserven-, vlees- en gevogeltefabrieken, theefabrieken, maar ook zijde- en katoenspinfabrieken, een houtverwerkingsfabriek en een betonblokfabriek. Tussen 1982 en 2000 had Samtredia net als veel steden in de Sovjet-Unie een trolleybusnetwerk. Er waren meerdere lijnen, die ook tot buiten de stad reikten, bijvoorbeeld naar Koelasji.

### Georgische burgeroorlog
Begin jaren 1990 speelde de stad een prominente rol in de politieke onrust en burgeroorlog in de Georgische republiek. Anti-Sovjet-oppositiegroepen blokkeerden in juli 1990 de spoorweg in Samtredia om het nationale vervoer van goederen en passagiers te ontregelen. Zij wilden daarmee de Georgische Sovjetleiders dwingen een vrijere verkiezingscode aan te nemen voor de verkiezingen in het najaar van 1990. In het voorjaar van 1991 werd het vervoer door de stad nogmaals geblokkeerd. De nationalistische regering van Zviad Gamsachoerdia wilde hiermee druk uit te oefenen op de centrale Sovjetautoriteiten. Deze blokkade trof ook buurland Armenië dat grotendeels afhankelijk was van de Georgische spoorwegen. 
In oktober 1993, een paar weken na de Georgische nederlaag in Abchazië, was Samtredia plaats van een van de belangrijkste confrontaties in de Georgische burgeroorlog. Troepen die loyaal waren aan de eind 1991 afgezette president Gamsachoerdia probeerden vanuit hun basis in Mingrelië belangrijke plaatsen in het land in te nemen en de Georgische leider Edoeard Sjevardnadze ten val te brengen. Samtredia werd op 17 oktober 1993 door deze milities ingenomen, wat grote gevolgen had voor de landelijke logistiek. Onder grote druk van Rusland, accepteerde Sjevardnadze een Russische 'neutrale militaire operatie' in Mingrelië, en werden de Zviadisten op 23 oktober uit Samtredia verdreven, waarna andere strategische plaatsen in de weken daarop volgden. Net als andere middelgrote steden in Georgië heeft Samtredia moeite met de economische ontwikkeling sinds de neergang van de jaren 1990.

## Demografie
Begin 2024 had Samtredia 21.063 inwoners, een daling van ruim 17% sinds de volkstelling van 2014. De bevolking van Samtredia bestond in 2014 vrijwel geheel uit Georgiërs (97,3%). Ongeveer de helft van de rest waren Armeniërs (1,5%). Russen zijn met 0,7% de tweede groep, op afstand gevolgd door kleine aantallen Oekraïners, Assyriërs en Bosja.
| Aantal                                                           | - | 6.423 | 19.803 | 19.580 | 21.974 | 33.999 | 34.468 | 29,761 | 25.318 | 23.316 | 21.063 |
| Verantwoording data: Bevolkingsstatistiek Georgië 1897 tot heden |   |       |        |        |        |        |        |        |        |        |        |

## Bezienswaardigheden
De stad kent geen bijzondere bezienswaardigheden. Zes kilometer ten noorden van de stad zijn in het dorp Koelasji een drietal synagogen te bezichtigen.

## Vervoer

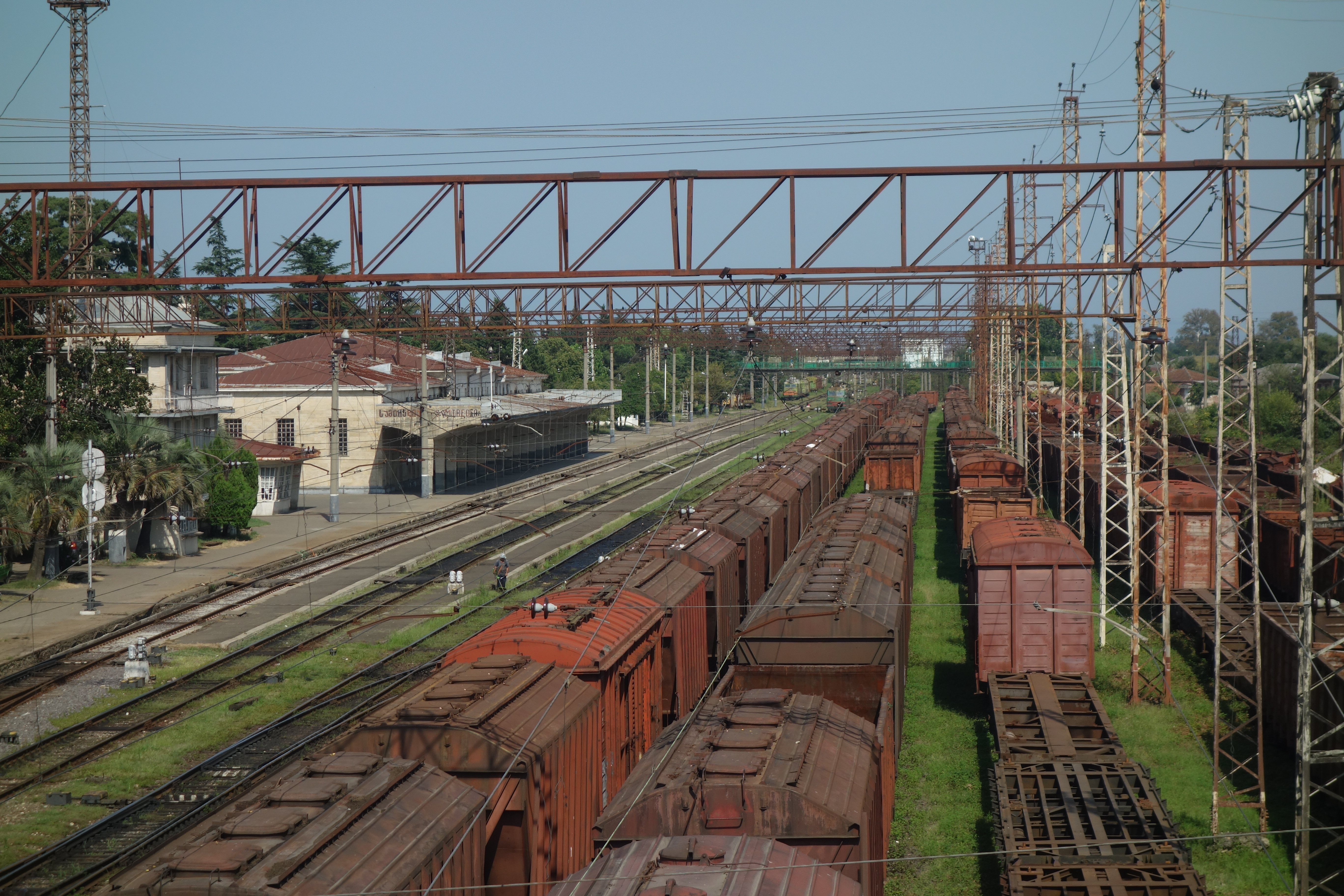
Station Samtredia

De belangrijkste hoofdweg in Georgië, de autosnelweg S1 / E60 (Tbilisi - Zoegdidi) doet Samtredia aan. Bij Samtredia begint vanaf de S1 de S12 / E692 naar Batoemi, de korte route naar de autonome republiek Adzjarië. De nationale route Sh12 gaat vanuit Samtredia naar Koelasji en Choni. 
De Tbilisi - Poti / Zoegdidi spoorlijn komt sinds 1872 door Samtredia en heeft een belangrijke aftakking naar Batoemi. Vanuit Samtredia zijn naast Tbilisi de steden Koetaisi, Poti, Zoegdidi, Ozoergeti en Batoemi rechtstreeks te bereiken. De internationale Luchthaven Koetaisi ligt op 10 kilometer ten oosten van de stad.

## Sport
Voetbalclub FC Samtredia speelt op nationaal niveau en werd in 2016 voor het eerst Georgisch landskampioen. In 2017 won het de Georgische supercup. De club speelt in het Erosi Mandzjgaladzestadion.

## Geboren

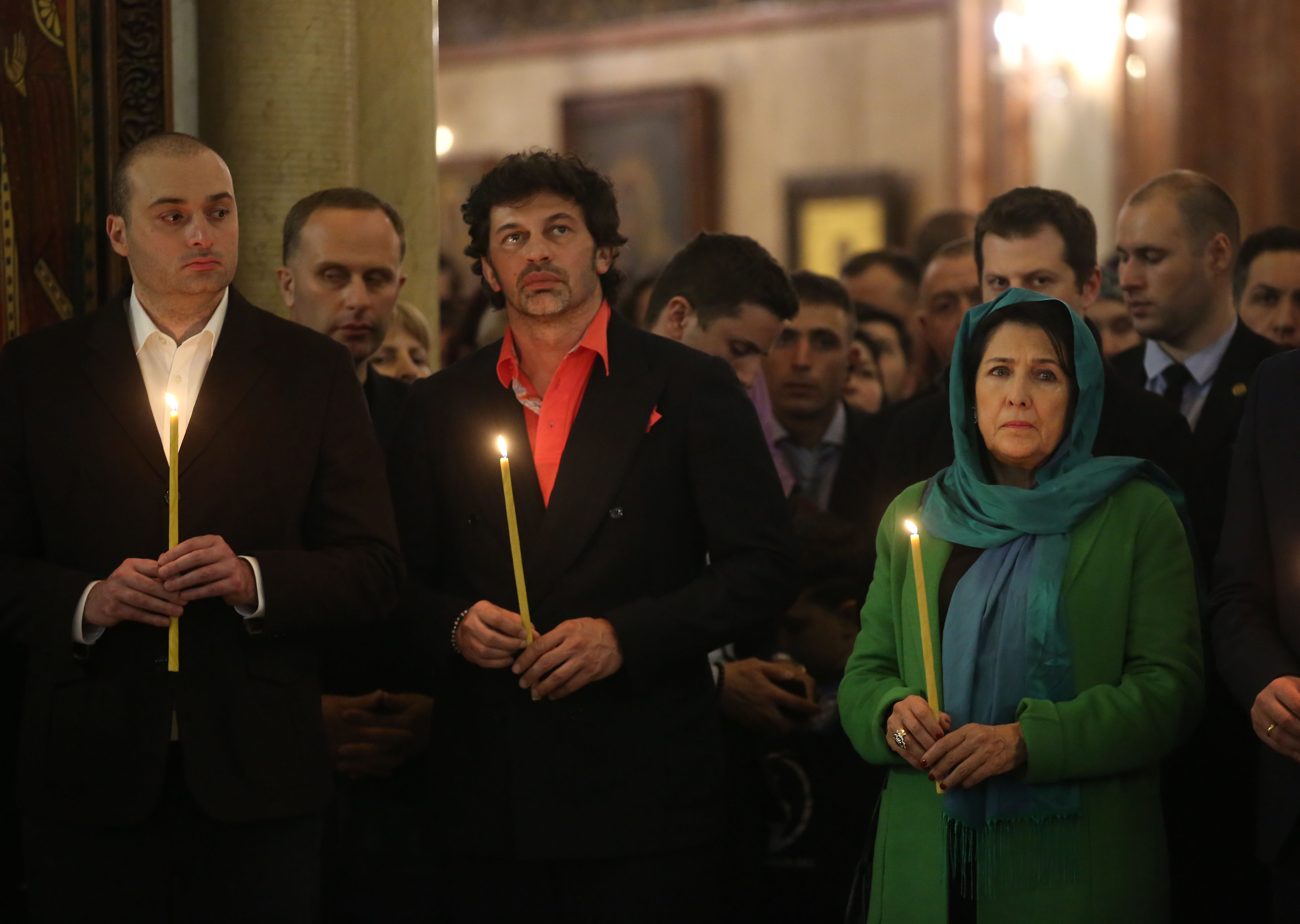
Kacha Kaladze uit Samtredia, voormalig voetbalinternational en vanaf 2012 prominent politicus

- Konstantine Kandelaki (1883-1958), politicus, sociaaldemocraat, wetenschapper, lid van de oprichtingsvergadering van de Democratische Republiek Georgië.
- Johann Nikuradse (1894-1979), Georgisch-Duits ingenieur en fysicus.
- Tengiz Goedava (1953-2009), Georgisch schrijver en mensenrechtenactivist. Dissident in de jarenm 1980.
- Vano Jantbelidze (1954), Sovjet- en Georgische film-, televisie- en toneelacteur.
- Kacha Kaladze (1978), voormalig Georgisch profvoetballer en international. Sinds 2012 politicus, waaronder minister (2012-2017) en burgemeester Tbilisi.
- Jimmy Tabidze (1986), Georgisch profvoetballer.
- Solomon Kvirkvelia (1992), Georgisch profvoetballer en international.